# Кокурицу-Кёгидзё (станция)
Станция Кокурицу-Кёгидзё (яп. 国立競技場駅 кокурицу кё:гидзё: эки), так же известная как Перед Токийским дворцом спорта (яп. 東京体育館前 то:кё: тайикукан маэ) — железнодорожная станция на линии Оэдо расположенная в специальном районе Сибуя, Токио. Станция обозначена номером E-25. В окрестностях станции расположен Токийский олимпийский стадион в честь которого станция и получила своё название. На станции установлены автоматические платформенные ворота.

## Планировка станции
Одна платформа островного типа и два пути.
| 1 | ○ Линия Оэдо | Роппонги ・ Даймон     |
| 2 | ○ Линия Оэдо | Тотёмаэ ・ Хикаригаока |

## Близлежащие станции
| «            |  | Линия      |  | »    |
| ------------ |  | ---------- |  | ---- |
| Аояма-Иттёмэ |  | Линия Оэдо |  | Ёёги |